# Josep Setvalls i Morera
Josep Setvalls i Morera (Navarcles, 20 d'agost de 1974) és un exfutbolista català, que ocupava la posició de migcampista.

## Trajectòria
Setvalls va formar part de la coneguda com lleva del Mini del FC Barcelona, però no va destacar com altres dels seus integrants. Tan sols va jugar un partit amb el primer equip, a la campanya 95/96, tot i que va ser titular amb el Barça B durant dues temporades.
En busca d'oportunitats, a l'estiu de 1997 marxa a la UE Lleida, on serà titular les tres campanyes que hi roman. El bon joc a Lleida li val la tornada a la màxima categoria, en ser fitxat pel Rayo Vallecano per la temporada 00/01. Hi juga 21 partits. L'any següent recala al Llevant UE, i el 2002 al Reial Múrcia CF, amb qui aconsegueix l'ascens a Primera. Amb els murcians a la màxima categoria, el de Navarcles tan sols disputa un partit. Posteriorment, militaria en el Cartagena abans de penjar les botes el 2005 a causa d'una lesió.